# Idioma koko-bera
Gugubera (Koko Pera), o Kok-Kaper, es una lengua pama de la Península del Cabo York, en Queensland, Australia